# Övre Skarptjärnen (Färila socken, Hälsingland)
Övre Skarptjärnen är en sjö i Ljusdals kommun i Hälsingland och ingår i Ljusnans huvudavrinningsområde.